# Dalemead
Dalemead est un hameau situé dans la province d'Alberta, dans le centre-sud.